# Rūpa
W Hinduizmie i Buddyzmie, rūpa (Sanskryt; Pāli; Devanagari: रूप) – ogólnie odnosi się do skupiska ciała, przedmiotu wzroku lub subtelnej materii, tłumaczona na język polski także jako forma.
W kanonie Pali słowo rūpa jest stosowane w trzech podstawowych kontekstach:
- rūpa-khandha, czyli materialna forma - jedno z pięciu skupisk istnienia, nazywanych także grupami przywiązania, które klasyfikują zjawiska składające się na istnienie żywych istot.
- rūpa-āyatana, czyli przedmiot wzroku - jedna z zewnętrznych podstaw zmysłów (āyatana).
- nāma-rūpa, czyli "nazwa i forma" lub "ciało i umysł" jako jedno z dwunastu ogniw  współzależnego powstawania (sans.: pratītyasamutpāda, pali: paticcasamuppāda), który powstaje ze świadomości i prowadzi do powstania podstaw zmysłów (āyatana).